# Diplazium subsinuatum
Diplazium subsinuatum là một loài thực vật có mạch trong họ Woodsiaceae. Loài này được (Wall. ex Hook. & Grev.) Tagawa miêu tả khoa học đầu tiên năm 1959.